# 治平乡 (城口县)
治平乡，是中华人民共和国重庆市城口县下辖的一个乡镇级行政单位。

## 行政区划
治平乡下辖以下地区：
惠民社区、岩湾村、新胜村、新红村和阳河村。